# 孙天牧
孙天牧（1911年5月16日—2010年9月26日），字家骧，男，山东莱阳人，中国山水画家，中央文史研究馆馆员。。

## 生平
1911年出生于山东莱阳。自1938年起隨陈少梅學習北派山水画十多年。曾临摹《寒鸦图》、《秋郊饮马图》等多幅古代名畫。1985年獲聘為中央文史研究館館員。
2010年9月26日於北京市北京医院逝世。

## 家庭
父亲孙墨佛是书法家、辛亥革命老人、中央文史研究馆馆员。